# Vittorio Biagi
Vittorio Biagi (Viareggio, 24 maggio 1941) è un coreografo e ballerino italiano.
È considerato "il rappresentante più valido e geniale della nuova espressione coreutica italiana".
Studia danza classica a Genova nella scuola di Ugo Dell'Ara, con cui continua a studiare ed esibirsi fino al suo ingresso nel Corpo di Ballo del Teatro alla Scala di Milano, dove esordisce come solista.
A 18 anni viene scritturato da Maurice Béjart nel Ballet du XXe siècle (Bruxelles) dove rimarrà dal 1959 al 1966. Nel 1967-68 è danseur étoile nel Balletto dell'Opéra di Parigi, dove balla "Schiaccianoci". Nel 1969 si trasferisce a Lione, dove crea il "Ballet de Lyon", che dirige per 7 anni.
Le sue più importanti coreografie di questi anni sono: "Pulsazione", "Settima sinfonia di Beethoven", "Romeo e Giulietta", "Alexander Niewsky".
Rientrato in Italia, nel 1977 fonda l'"Aterballetto", e nel 1978 la "Compagnia Danza Prospettiva".